# Graz Giants 1989
Questa voce raccoglie le informazioni riguardanti i Graz Giants nelle competizioni ufficiali della stagione 1989.
I dati sono noti in modo frammentario.

## Austrian Football League 1989

### Stagione regolare
| Graz 1º aprile 1989 | Graz Giants | 28 – 13 | Vienna Vikings |  |

| Vienna 16 aprile 1989 | Vienna Vikings | 40 – 41 | Graz Giants | Schmelz Sportzentrum |

### Playoff
| 1989, ore Turno = Semifinale | Graz Giants | 40 – 16 | Montfort Hawks |  |

| Salisburgo 1º luglio 1989 Austrian Bowl | Graz Giants | 0 – 34 | Salzburg Lions |  |

## Statistiche di squadra
| Competizione      | %Vittorie | In casa | In casa | In casa | In casa | In casa | In casa | In trasferta | In trasferta | In trasferta | In trasferta | In trasferta | In trasferta | Totale | Totale | Totale | Totale | Totale | Totale |
| Competizione      | %Vittorie | G       | V       | N       | P       | Pf      | Ps      | G            | V            | N            | P            | Pf           | Ps           | G      | V      | N      | P      | Pf     | Ps     |
| ----------------- | --------- | ------- | ------- | ------- | ------- | ------- | ------- | ------------ | ------------ | ------------ | ------------ | ------------ | ------------ | ------ | ------ | ------ | ------ | ------ | ------ |
| Stagione regolare | 1.000     | 1+?     | 1+?     | 0       | 0       | 28+?    | 13+?    | 1+?          | 1+?          | 0            | 0            | 41+?         | 40+?         | 8      | 8      | 0      | 0      | 349    | 82     |
| Playoff           | .500      | 2       | 1       | 0       | 1       | 40      | 50      | 0            | 0            | 0            | 0            | 0            | 0            | 2      | 1      | 0      | 1      | 40     | 50     |
| Totale            | .900      | 3+?     | 2+?     | 0       | 1       | 68+?    | 63+?    | 2+?          | 1+?          | 0            | 0            | 41+?         | 40+?         | 10     | 9      | 0      | 1      | 389    | 132    |